# Hallaca

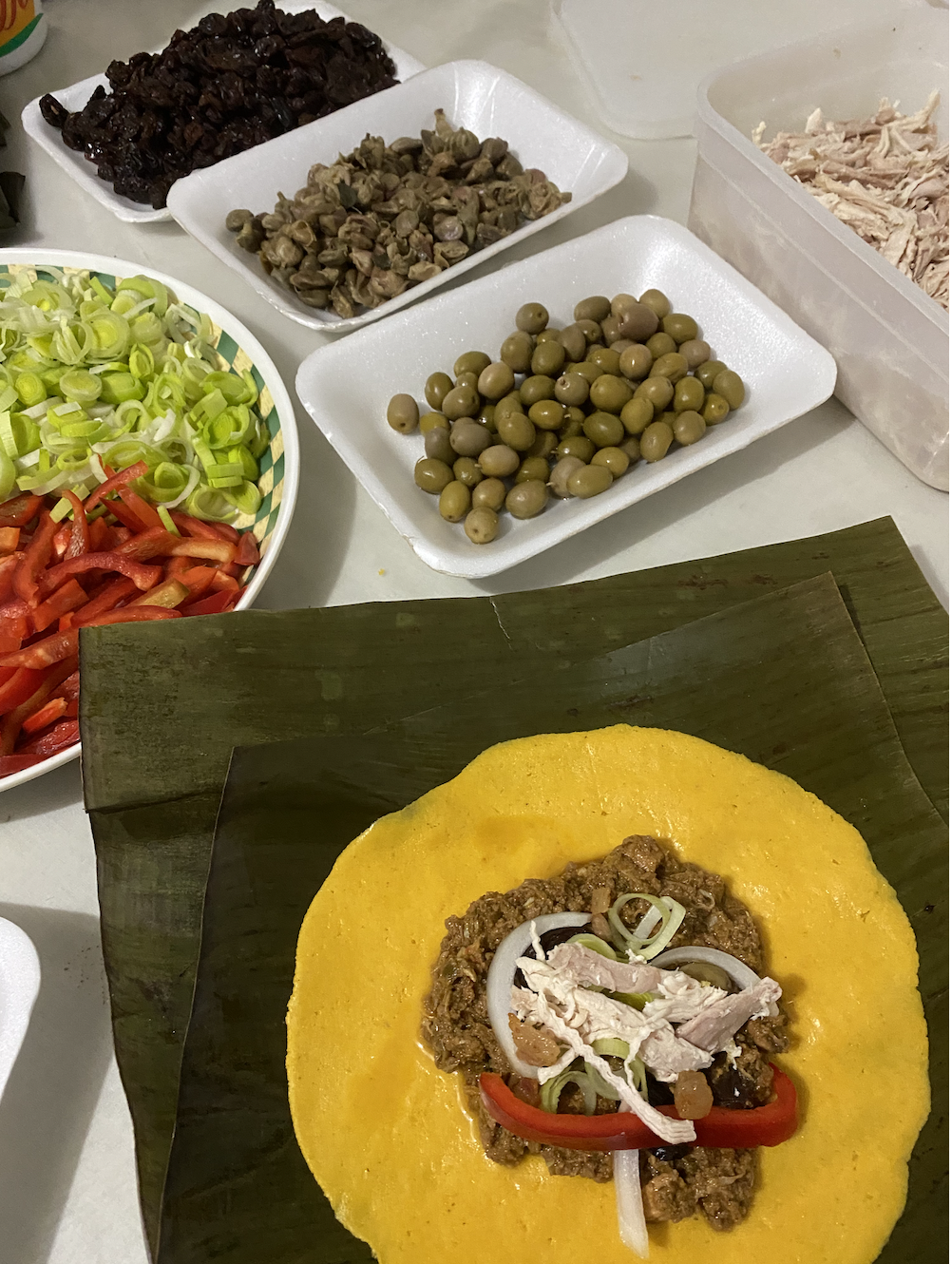
Proceso de elaboración hallaca.

La hallaca o hayaca es una variedad de tamaltípica de Venezuela y también de Ecuador.  Se elabora a partir de una masa de harina de maíz, sazonada con caldo de gallina o pollo y teñida con onoto o achiote, rellena con un guiso de carne de res, cerdo y gallina. El relleno también puede incluir aceitunas, uvas pasas, alcaparras, zanahorias, pimentón y cebolla. Posteriormente, se envuelve en hojas de plátano en forma rectangular, se ata con zapán o pita y se hierve.
Tradicionalmente, la masa se elaboraba en casa a partir del maíz pelado, sin concha o cáscara, y se trituraba en un molino de mesa. Dependiendo de la región, el tipo de masa puede variar; por ejemplo, en áreas rurales es más común el uso de maíz pilado o molido.

## Historia
La historia documentada se remonta al siglo XVIII. Se tiene constancia de su existencia en Venezuela alrededor de 1749 gracias al testimonio del misionero jesuita italiano Felipe Salvador Gilij, quien vivió durante 19 años en las proximidades del río Orinoco. En su Ensayo de Historia Americana, Gilij describió un alimento similar a un pan de maíz, alargado y envuelto en hojas, al que llamó "paratí". Esta tradición culinaria se reafirma con el testimonio de una mujer en 1756, quien alegó vender hallacas en su hogar en un caso judicial. Además, personalidades históricas como Francisco de Miranda, precursor de la independencia venezolana, en 1806, expresaron su nostalgia por este plato.
La hallaca, sin embargo, no siempre fue exclusiva de las celebraciones decembrinas. Hasta bien entrado el siglo XIX, este manjar se consumía principalmente los fines de semana y en diversas regiones del país. Esta dispersión de costumbres culinarias en Venezuela se debió a la fragmentación regional existente en la época colonial, donde distintas regiones eran tratadas como entidades independientes por la administración colonial española.
No sería sino hasta después de 1870, durante el liderazgo del general Antonio Guzmán Blanco, que se comenzarían a consolidar los símbolos y tradiciones de la nación. La culinaria nacional, como reflejo de estos símbolos patrios, empezó a definirse con mayor claridad en el siglo XX. Aunque la hallaca ya era conocida y consumida desde siglos anteriores, su consolidación como plato navideño y su difusión en diversas variantes regionales se realizó de manera progresiva.
A modo de comparación, otros platos nacionales como el pabellón criollo y el pan de jamón siguieron trayectorias diferentes y más recientes en la construcción de su identidad culinaria.
La hallaca constituye un ejemplo de las consecuencias del mestizaje y sus manifestaciones de carácter universal:

“…es como un compendio ejemplar del proceso de mestizaje. En ella están: la pasa y la aceituna de romanos y griegos, la alcaparra y la almendra de los árabes, la carne del ganado de los capitanes pobladores de Castilla, el maíz y la hoja del bananero de los indios”.
Arturo Uslar Pietri

### Origen

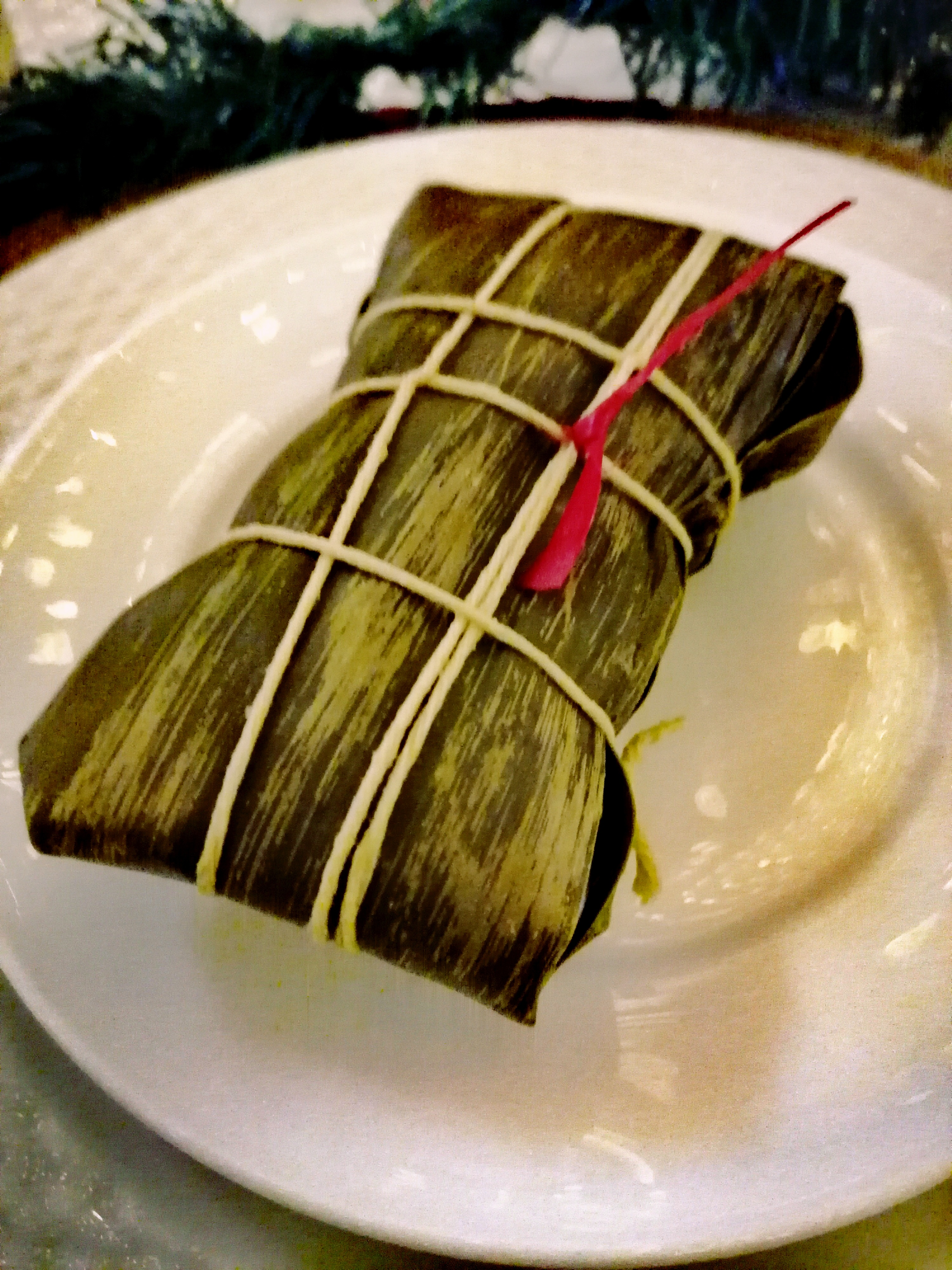
La hallaca venezolana se ha incorporado a la comida criolla (Kuminda Krioyo) de Bonaire con el nombre en papiamento de Ayaka

El origen de la hallaca es motivo de diversas teorías y leyendas. Una de las narrativas más populares se remonta a los años de la revolución de independencia. Se dice que durante las festividades navideñas, las familias adineradas venezolanas solían preparar opulentos banquetes el 24 de diciembre. Al día siguiente, las sobras de estos banquetes eran entregadas a los esclavos, quienes las aprovechaban mezclándolas con masa de maíz y envolviéndolas en hojas de plátano para ser cocidas. De esta práctica habría surgido la receta tradicional de la hallaca.
Los esclavos negros e indígenas preparaban el plato con las sobras de comida que dejaban sus amos, y se preparaba más que todo en los campos de recolección de cacao, maíz y plátano. Después del festín de los amos blancos, los esclavos negros y los indígenas se reunían alrededor de fogatas, juntaban las sobras de comida, hacían un guiso y lo envolvían en hojas de plátano ahumadas, siendo esto un símbolo de unión en común entre las razas.[cita requerida]
Otra teoría relacionada se centra en la construcción del "Camino de los españoles", que conectaba el Puerto de La Guaira con Caracas. Se dice que los indígenas de la región solían consumir bollos de maíz que, al carecer de otros nutrientes, provocaban una enfermedad llamada pelagra. Para combatir esta enfermedad, las familias caraqueñas habrían donado sobras de sus comidas a los indígenas para que rellenaran sus bollos de una manera similar a cómo lo hacían sus esclavos y siervos.
La hallaca continúa siendo fundamentalmente la misma desde mediados del siglo XVIII, al menos en su versión caraqueña.

"Las hallacas navideñas son el símbolo central de las fiestas decembrinas de los venezolanos; una representación colectiva que agrupa a las familias venezolanas a través de un evento familiar que se ubica fuera del espacio-tiempo de la vida cotidiana. Las hallacas navideñas constituyen para los venezolanos una representación simbólica que los caracteriza, cohesiona e identifica culturalmente; lo cual se manifiesta por medio de un rito de comensalidad".
 Gómez, Jorge Enrique

Luis Heraclio Medina Canelón, abogado e historiador, explica que aunque muchos historiadores se centran en grandes acontecimientos y personajes, se ha pasado por alto la significativa influencia cultural e histórica de las comidas cotidianas, como la hayaca, en la identidad venezolana. Medina critica las versiones populares que sugieren que la hayaca proviene de sobras de comida desechadas por la élite criolla. Argumenta que estas teorías románticas, que postulan que los sirvientes indígenas inventaron la hayaca utilizando sobras en el siglo XV, carecen de fundamentos sólidos. Además, rechaza la teoría de un obispo que imponía la penitencia de comer hayacas a los criollos, señalando la falta de evidencia histórica para esta afirmación. Medina señala que, aunque el plátano no es originario de América, las hojas de bijao, similares a las del plátano, eran comúnmente usadas para envolver estos platos similares en la región del Caribe.
El proceso de mestizaje, que comenzó con la llegada de los conquistadores españoles, transformó la gastronomía del continente. Estos exploradores trajeron consigo nuevos ingredientes y formas de preparación. Las mujeres que acompañaban a estos conquistadores adoptaron el tamal indígena y lo enriquecieron con ingredientes traídos de Europa y con carnes frescas del Nuevo Mundo, dando origen a lo que se conoce hoy como hayaca.

### Etimología

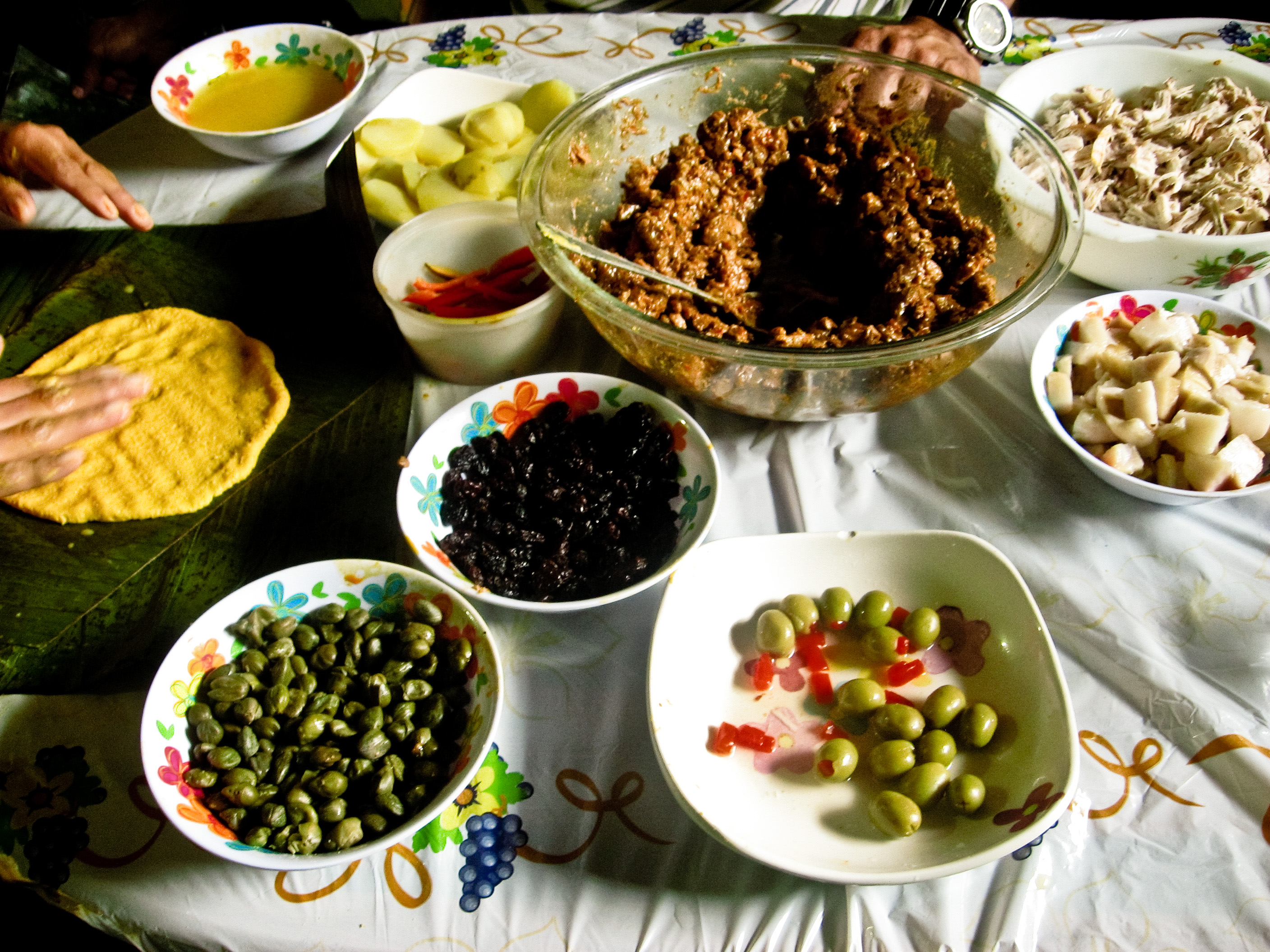
Ingredientes para la preparación de hallacas, comida clásicamente vinculada con la época de Navidad.

En el libro Lexicón o Vocabulario de la lengua general española del Perú, escrito por fray Domingo de Santo Tomás y publicado en Valladolid en 1560, se expone la palabra hallaca como de origen quechua y definida como un pollo tierno «de ave generalmente, antes que tenga pluma». En vista de la trayectoria de la palabra, no parece verosímil que sea la precursora de la actual palabra, evidenciado además por los apuntes de Marcos Augusto Morínigo en su Diccionario de americanismos (1985), que relaciona la hallaca con el ayacá de las lenguas tupí-guaraní, que significa bulto, lío y últimamente cesta en el idioma guaraní.
Cuando los ingredientes del relleno están mezclados con la masa se les da el nombre de bollos de hallaca (llamados también bollos navideños o simplemente bollos).
En algunas regiones de Venezuela se les llama también tungas, principalmente en zonas andinas.

### Variedades
La hallaca de Venezuela presenta variaciones dependiendo de la región del país. En los estados andinos, como Táchira, Trujillo y Mérida, se observan características distintivas en su preparación y consumo.Especialmente el hecho que en esta zona se arma la hallaca con el guiso crudo.

### Contexto histórico
En el siglo XIX, la información sobre festividades y comidas navideñas en los periódicos de San Cristóbal, Táchira, era limitada. No fue sino hasta 1903 cuando se registraron menciones de las “tradicionales hallacas”. Aunque se asociaban con la temporada navideña, también se consumían fuera de esta época, especialmente los fines de semana. En Trujillo, la hallaca tenía un papel destacado en las festividades navideñas. En Mérida, se registró un patrón similar de consumo y preparación de este platillo.
En Mérida, la Nochebuena involucraba reuniones en las plazas y asistencia a misas de aguinaldo. Los pesebres eran atracciones populares, y la hallaca se consideraba un elemento central en las cenas familiares durante la temporada.
Las diferencias de la hallaca andina radican en :
1. Cocción del guiso: Se emplean carnes crudas que son aliñadas y picadas.[15]
2. Tiempo de cocción: Suele ser de dos a tres horas.[15]
3. Ingredientes del guiso: Se agregan garbanzos cocidos[34] y en ocasiones tomate.[15]
4. Adorno: Se utilizan ciruelas pasas.[15]

En Mérida, durante la década de 1920, se incorporaron ingredientes no convencionales a la hallaca, como mortadela, jamón y salchichones, lo que indica una evolución en la receta tradicional.

### Influencia italiana
La inmigración italiana a Mérida durante el siglo XIX tuvo un impacto en la gastronomía local. El recetario “Cocina criolla ó Guía para el ama de casa” de Tulio Febres Cordero (1899) no solo presenta una receta de hallaca merideña, sino que también muestra influencias de la cocina italiana en sus preparaciones.

### Variedad de Ecuador
En Ecuador se trata de pasteles similares a los tamales de harina de maíz, rellenos de pollo, verduras y huevo, con un sabor que va hacia lo dulce, aunque su relleno sea salado, y que se envuelve con hojas de achira o de plátano. Según la zona del país, los ingredientes pueden variar, haciendo que el sabor sea también diferente.

## Historia fabulada
Francisco Herrera Luque, reconocido escritor venezolano y figura principal en la literatura histórica del país, propone en su obra "La Historia Fabulada" una teoría sobre el origen de la hallaca, un tradicional plato venezolano.

### Don Sancho de Alquiza y su rol en la creación
De acuerdo con Herrera Luque, una leyenda caraqueña señala a Don Sancho de Alquiza, también mencionado como Sanchórquiz, como el presunto inventor de la hallaca. La historia sostiene que la creación del plato no emergió de la abundancia, sino de una situación de carestía y necesidad.
Sancho de Alquiza, quien llegó a Venezuela en 1606 y ejerció como gobernador por un período de cinco años, lideró la mejora del camino de la Marina que cruzaba el cerro El Ávila, conectando con el puerto de La Guaira. Los trabajadores de este proyecto eran principalmente indígenas, quienes, bajo condiciones de trabajo extremo, enfrentaron una alarmante tasa de mortalidad.
Una investigación realizada por el gobernador reveló que la dieta de estos trabajadores, compuesta esencialmente por una pasta de maíz cocida en hojas de plátano, era insuficiente y causante de su desnutrición. Como solución, Sancho de Alquiza decretó que se recogieran y redistribuyeran las sobras de comida de las casas para mejorar la alimentación de estos indígenas.
Sin embargo, esta solución condujo a un nuevo problema: una epidemia de disentería, que resultó en más decesos. En respuesta, y como una forma de penitencia por los errores cometidos, se impuso a los habitantes caraqueños la tarea de consumir durante el mes de diciembre un alimento a base de maíz y sobras, lo que se conoce como hallaca. Con el tiempo, esta preparación se enriqueció y varió, incorporando ingredientes de mayor calidad como jamón y vino.

## ¿La hallaca es un tamal?
La hallaca es un platillo popular venezolano consumido principalmente en la Navidad. Existe cierta controversia, al comparar o confundirla con el tamal. 
Según la definición del Diccionario de la lengua española, la hallaca es un «pastel de harina de maíz, relleno de un guiso elaborado con varias clases de carne o de pescado en trozos pequeños y otros ingredientes, que, envuelto en hojas de plátano o cambur, se hace especialmente por Navidad».
La definición de tamal del Diccionario, en su primera acepción, es: «Especie de empanada de masa de harina de maíz, envuelta en hojas de plátano o de la mazorca del maíz, y cocida al vapor o en el horno. Las hay de diversas clases, según el manjar que se pone en su interior y los ingredientes que se le agregan», recogiendo como sinónimo o afín de tamal, la hallaca.
A esta idea de similitud entre ambos platos, algunos historiadores y cocineros venezolanos, han argumentado que, aunque ambos platillos empleen masa de maíz y se cocinen envueltos en hojas, las hallacas y los tamales son muy diferentes.
Por ejemplo, la hallaca tiene un solo tipo de relleno y utiliza hojas de plátano como envoltorio, mientras que los tamales pueden tener uno solo o  múltiples rellenos y se envuelven en hojas de maíz u hoja de plátano. Además, los tamales pueden ser tanto dulces como salados, mientras que la hallaca es principalmente un platillo salado. No obstante, el tamal de un solo tipo de relleno, salado y envuelto en hojas de plátano es similar a la hallaca. 

### Perspectiva histórica y cultural
El nombre "hallaca" cuenta con registros históricos que lo sitúan en Venezuela ya desde el año 1538.[cita requerida] Por su parte, el tamal tiene un origen prehispánico, el nombre tamal tiene su origen en la lengua náhuatl (tamalli) y está vinculado a varias culturas indígenas de Mesoamérica. En el siglo XVI en Sudamérica también se ha registrado otra forma conocida en ese entonces como humita (del quechua huminta), conocido ahora como tamal del Perú, que Diego González Holguín describió como «bollicos de maíz como tamales».
El reconocido intelectual venezolano, Arturo Uslar Pietri, señaló que la historia de varios siglos de Venezuela puede encontrarse reflejada en la hallaca. Según Uslar Pietri, la hallaca es un platillo complejo con un origen igualmente complejo, que combina influencias de varias culturas.
El escritor e historiador venezolano Francisco Herrera Luque llegó a comentar que comparar la robusta hallaca con el tamal es como comparar una llama con un camello.[cita requerida] Aunque hay similitudes superficiales entre la hallaca y el tamal, y mientras que ambos platillos reflejan la rica historia y diversidad de sus respectivas culturas, la hallaca es un platillo único con su propia historia, tradición y significado cultural en Venezuela.